# Tworzymirki (województwo wielkopolskie)
Tworzymirki – wieś w Polsce położona w województwie wielkopolskim, w powiecie gostyńskim, w gminie Gostyń.
Wieś Tworzimirki położona była w 1581 roku w powiecie kościańskim województwa poznańskiego. W latach 1975–1998 miejscowość położona była w województwie leszczyńskim.